# Sønder Vedby Skovhuse
Sønder Vedby Skovhuse is een plaats in de Deense regio Seeland, gemeente Guldborgsund. De plaats telt 296 inwoners (2008).